# 藤沢市立藤沢小学校
藤沢市立藤沢小学校（ふじさわしりつ ふじさわしょうがっこう）は、神奈川県藤沢市本町にある公立小学校。

## 概要
公立小学校としては藤沢市内で最も古い小学校である。
通称は藤小。

## 沿革
出典
- 1872年（明治5年）11月10日 - 学制発布により成美学舎を開設。これを藤沢小学校の創立とする。
- 1874年（明治7年）8月29日 - 平野町に校舎を建設し、公立小学校藤沢小学校に改称。別名「御殿小学校」と称す。
- 1901年（明治34年）9月20日 - 現在地に校舎を新築し、この日を開校記念日と定める。
- 1933年（昭和8年） - 高座郡藤沢尋常小学校に改称。
- 1937年（昭和12年） - 高座郡藤沢第一尋常小学校に改称。
- 1938年（昭和13年） - 藤沢第四小学校（現在の藤沢市立本町小学校）新設に伴い児童転出。
- 1941年（昭和16年） - 国民学校令により藤沢市立第一国民学校に改称。
- 1947年（昭和22年）4月1日 - 学制改革により藤沢市立藤沢小学校に改称し、同校PTAが発足。学校給食開始。
- 1955年（昭和30年） - 藤沢市立大道小学校新設に伴い児童転出。
- 1964年（昭和39年）
  - 日付不明 - 旧体育館落成。
  - 3月6日 - 現校歌（作詞：西條八十、作曲：古関裕而）制定発表。
- 1969年（昭和44年） - 鉄筋3階建校舎（現在の南校舎）落成。
- 1972年（昭和47年）
  - 日付不明 - プール完成。
  - 9月22日 - 創立100周年記念式典挙行。記念誌頒布。
- 1974年（昭和49年） - 鉄筋4階建校舎（現在の北校舎）落成。
- 1980年（昭和55年） - 藤沢市立大鋸小学校新設に伴い児童転出。
- 1988年（昭和63年） - ことばの教室開設。
- 1991年（平成3年） - 新体育館落成。旧体育館は取り壊し後、飼育小屋・花壇・学校水田に置き換え。
- 1993年（平成5年） - 北校舎改装工事完了。
- 2002年（平成14年）9月20日 - 創立百三十周年を迎える。
- 2007年（平成19年） - 給食調理場隣に学童保育施設「さわやか児童クラブ」開園。
- 2012年（平成24年）9月20日 - 創立百四十周年を迎える。
- 2013年（平成25年）
  - 7月 - この月から12月まで、南校舎トイレ改修工事。
  - 10月 - この月から翌年2月まで、校庭改修工事。

## 学校教育目標
- 「思いやりのある子」
- 「心も体も大切にする子」
- 「進んで取り組む子」[2]

## 通学区域
出典
- 大字藤沢（1番地～1123番地の一部）
- 藤沢1丁目
- 藤沢2丁目（1番の一部）
- 本町1丁目
- 本町4丁目（1番～2番、4番～6番）
- 西富1丁目
- 西富2丁目
- 大鋸2丁目（4番～9番）
- 大鋸3丁目（1番～4番、5番の一部、6番の一部、12番の一部）
- 大字大鋸（715番地、1000番地）
- 藤が岡1丁目（8番）
- 藤が岡2丁目（8番、9番）
- 鵠沼花沢町（14番）

## 進学先中学校
出典
- 藤沢市立第一中学校 - 藤沢1丁目の一部、藤沢2丁目・本町から通うの児童の進学先
- 藤沢市立藤ヶ岡中学校 - 藤が丘・西富1丁目・西富2丁目の一部・大鋸から通うの児童の進学先
- 藤沢市立大清水中学校 - 藤沢1丁目の一部（第一中学校の通学区域を除く）・西富2丁目の一部（藤ヶ丘中学校の通学区域を除く）北寄りに住む児童の進学先

## 学校周辺
- 浅見珠算塾藤沢本町校
- 神奈川県道30号戸塚茅ヶ崎線
- 神奈川県聴覚障害者福祉センター
- 藤沢市藤沢公民館

## 交通
鉄道
- JR東日本東海道本線・小田急電鉄江ノ島線藤沢駅から、
- 約1.1km、徒歩12分。
- 下述の神奈中バス「藤」系統に乗車し、「藤沢小学校前」停留所下車。

バス
- 神奈川中央交通「戸81」・「船32」・「船33」・「船65」・「藤08」・「藤10」・「藤13」・「藤56」の各系統で、「藤沢小学校前」停留所下車。

## 著名な出身者
- 阿部昭（小説家）
- 糸山英太郎（実業家・政治家）- 6年の途中で渋谷区立臨川小学校に転校
- 正木慎也（元忍者）